# Romance Is a Bonus Book
Romance Is a Bonus Book (로맨스는 별책부록?, Romaence-neun byeolchaekburokLR; lett. "L'amore è un capitolo a parte") è una serie televisiva sudcoreana del 2019.

## Trama
Cha Eun-ho è un famoso scrittore che lavora in una casa editrice. Kang Dan-i, sua amica d'infanzia, è da poco divorziata ed ha grosse difficoltà a ritrovare lavoro dopo la lunga interruzione dovuta alla nascita della figlia. La giovane donna, dopo svariati mesi di ricerca e trovandosi ormai priva di risorse economiche, si sostituisce di nascosto alla collaboratrice domestica di Eun-ho e inizia a vivere nella soffitta della casa. Quando Cha Eun-ho lo scopre fa di tutto per aiutarla, accogliendola a casa sua ed aiutandola a trovare lavoro nella casa editrice presso cui lavora. Dan-i per essere assunta deve nascondere la sua laurea, ma è felice perché finalmente ha trovato un lavoro e un nuovo gusto alla vita. Tuttavia, il mondo dell'editoria è piccolo e il suo sotterfugio viene scoperto.

## Riconoscimenti
- Baeksang Arts Award
  - 2019 – Candidatura "Miglior nuovo attore" per Wi Ha-joon[2]
- Mnet Asian Music Award
  - 2019 – Candidatura Miglior colonna sonora per "Take My Hand" dei Jannabi[3]